# Alois Alzheimer
Aloysius "Alois" Alzheimer, (phát âm tiếng Đức: [ˈaːloˌis ˈalts.haɪmɐ]; 14 tháng 6 năm 1864 – 19 tháng 12 năm 1915) là một thầy thuốc, bác sĩ tâm thần và nhà nghiên cứu về bệnh lý thần kinh người Đức và cũng là đồng nghiệp của bác sĩ Emil Kraepelin. Alzheimer là người đầu tiên nhận ra và miêu tả trường hợp chứng "suy giảm trí nhớ", mà sau đó Kraepelin gọi là bệnh Alzheimer.